# Parque nacional Olympic
El parque nacional Olympic (en inglés: Olympic National Park) es un parque nacional de los Estados Unidos localizado en el estado de Washington, en la península Olímpica. El parque puede dividirse en tres regiones: la costa del Pacífico, los montañas Olímpicas y el bosque templado húmedo.
El presidente Theodore Roosevelt designó originalmente el parque como Monumento Nacional del Monte Olimpo el 2 de marzo de 1909. El monumento fue designado de nuevo parque nacional por el Congreso y el presidente Franklin D. Roosevelt el 29 de junio de 1938. En 1976, el Parque Nacional Olímpico fue designado por la UNESCO Reserva Internacional de la Biosfera y, en 1981, Patrimonio de la Humanidad. En 1988, el Congreso designó el 95 por ciento del parque (1370 millas cuadradas (3548,3 km²)) como Olympic Wilderness, que fue rebautizado como Daniel J. Evans Wilderness en honor al Gobernador y Senador de los EE. UU. Daniel J. Evans en 2017. Durante su mandato en el Senado, Evans copatrocinó el proyecto de ley de 1988 que creó los espacios naturales del estado. Es el área natural más grande de Washington.

## Historia del parque
El presidente Theodore Roosevelt creó, mediante proclamación presidencial el monumento nacional Mount Olympic el 3 de febrero de 1909, con una superficie de 2.586,75 km². También mediante proclamaciones presidenciales tres presidentes ajustaron sus límites (William Taft, el 4 de marzo de 1912, redujo 0,64 km²; Woodrow Wilson, el 5 de noviembre de 1915, disminuyó 1.267,79 km²; y Calvin Coolidge, el 1 de julio de 1929, quitó otros 2,58 km²).
Finalmente, el Congreso autorizó el 29 de junio de 1938 su redesignación como parque nacional. En 1976, el parque fue designado reserva de la biosfera, y en 1981 fue incluido en la lista del Patrimonio de la Humanidad. En 1988, prácticamente la totalidad de la península Olympic fue incluida en la Zona Salvaje Olympic («Olympic Wilderness Area»), ampliándose de esta manera la protección de los renos.

## Geografía

### Costa

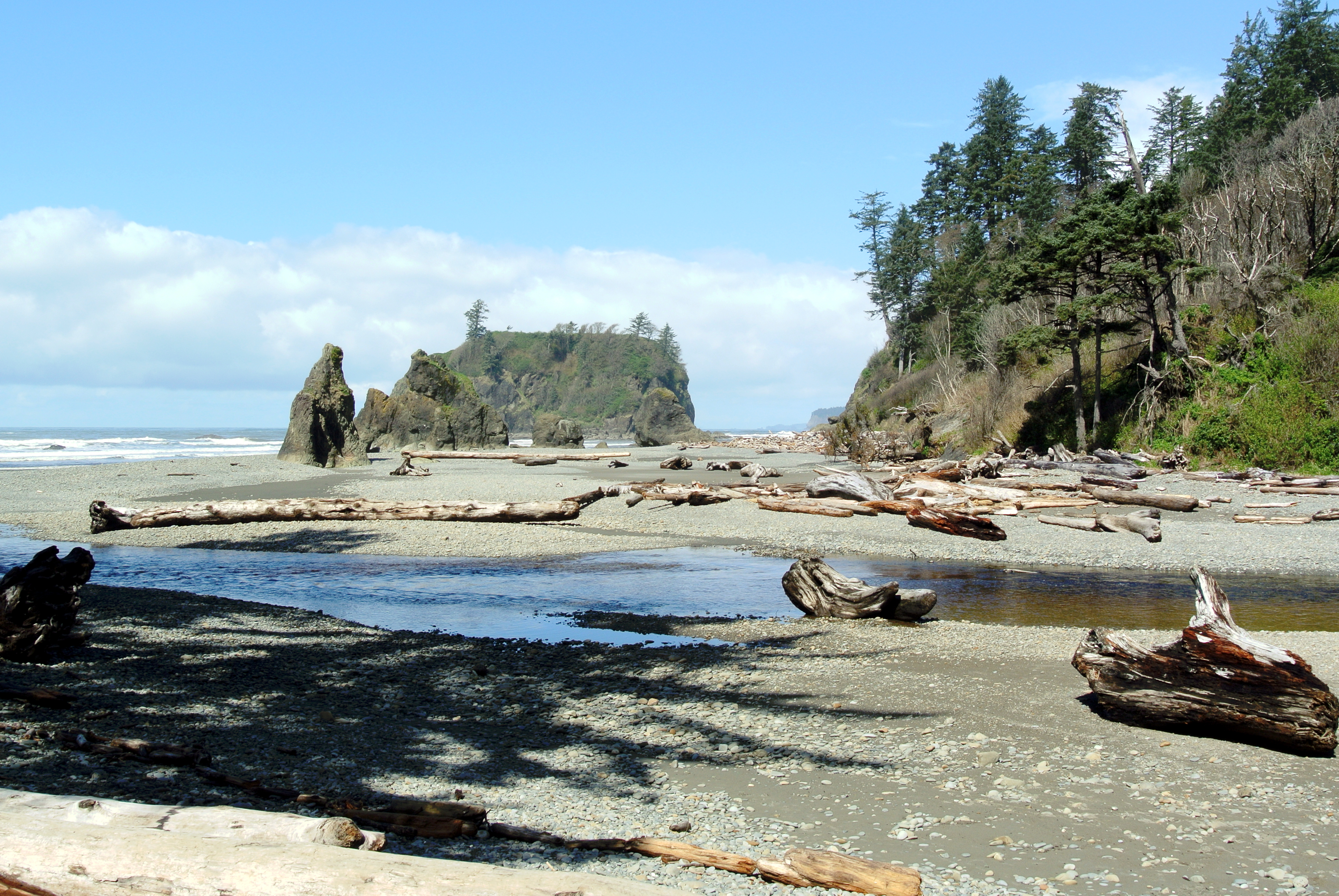
Playa en la sección costera.

La sección costera del parque consiste en una playa arenosa y accidentada junto con la franja forestal adyacente. La Push Ocean Parck Tiene una longitud de unos 117 kilómetros pero su anchura es de pocos kilómetros. Esta sección está separada de la interior, más grande. Originalmente, Roosevelt pretendía conectarlas mediante una franja continúa de terreno, pero el plan no se llevó a cabo.
La playa conserva secciones intactas de 15 a 30 kilómetros de longitud. En algunos lugares, está cubierta de grandes rocas. Debido a la densa vegetación arbustiva, el suelo resbaladizo, las mareas y el clima húmedo y neblinoso, el acceso es difícil, aunque no tanto como en las montañas del interior.
En la desembocadura del río Hoh habita el pueblo indígena Hoh; y en la ciudad de La Push, en la desembocadura del río Quillayute, viven los Quileute.
El sendero más popular, aunque su acceso está limitado, es el Ozette Loop, de 14 kilómetros. Desde el lago Ozette, un camino de 5 kilómetros atraviesa el pantano costero primigenio de tuyas gigantes (Thuja plicata). Al llegar al océano, se encuentra un sendero de 5 kilómetros complementado por un recorrido por los promontorios para la marea alta. Esta zona es la preferida por los makah de bahía Neahy. Un tercer ramal de 5 kilómetros es practicable mediante pasarelas de madera.
Espesos bosques,no demasiado grandes, crecen junto a la arena, lo que provoca que haya troncos caídos en la playa, a los que se añaden los que son arrastrados por el río Hoh, al sur del parque, que las corrientes transportan a las playas.

### Montañas glaciares

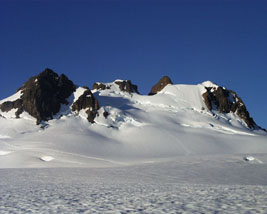
Vista de la cima del monte Olympus desde el glaciar Azul.

En el centro del parque nacional se alzan los montes Olympic, coronados por extensos glaciares. Estas montañas son producto de la orogénesis relacionada con la subducción de la placa de Juan de Fuca bajo la placa Norteamericana.
Geológicamente, estos montes están compuestos por brechas tectónicas formadas por rocas basálticas y sedimentos oceánicos.
El sector occidental de la cordillera está dominado por el monte Olympus, con una altitud de 2.428 m. El monte Olympus recibe una gran cantidad de nieve; está cubierto por varios glaciares, el mayor de los cuales es el del Hoh, de casi 5 kilómetros de longitud. 
Hacia el este, la cordillera es mucho más seca debido a la barrera para las lluvias del Pacífico que constituye la parte occidental. En esta zona abundan las altas cumbres y las crestas escarpadas. El pico más alto es el monte Deception, con 2.374 metros de altitud.

### Bosque templado

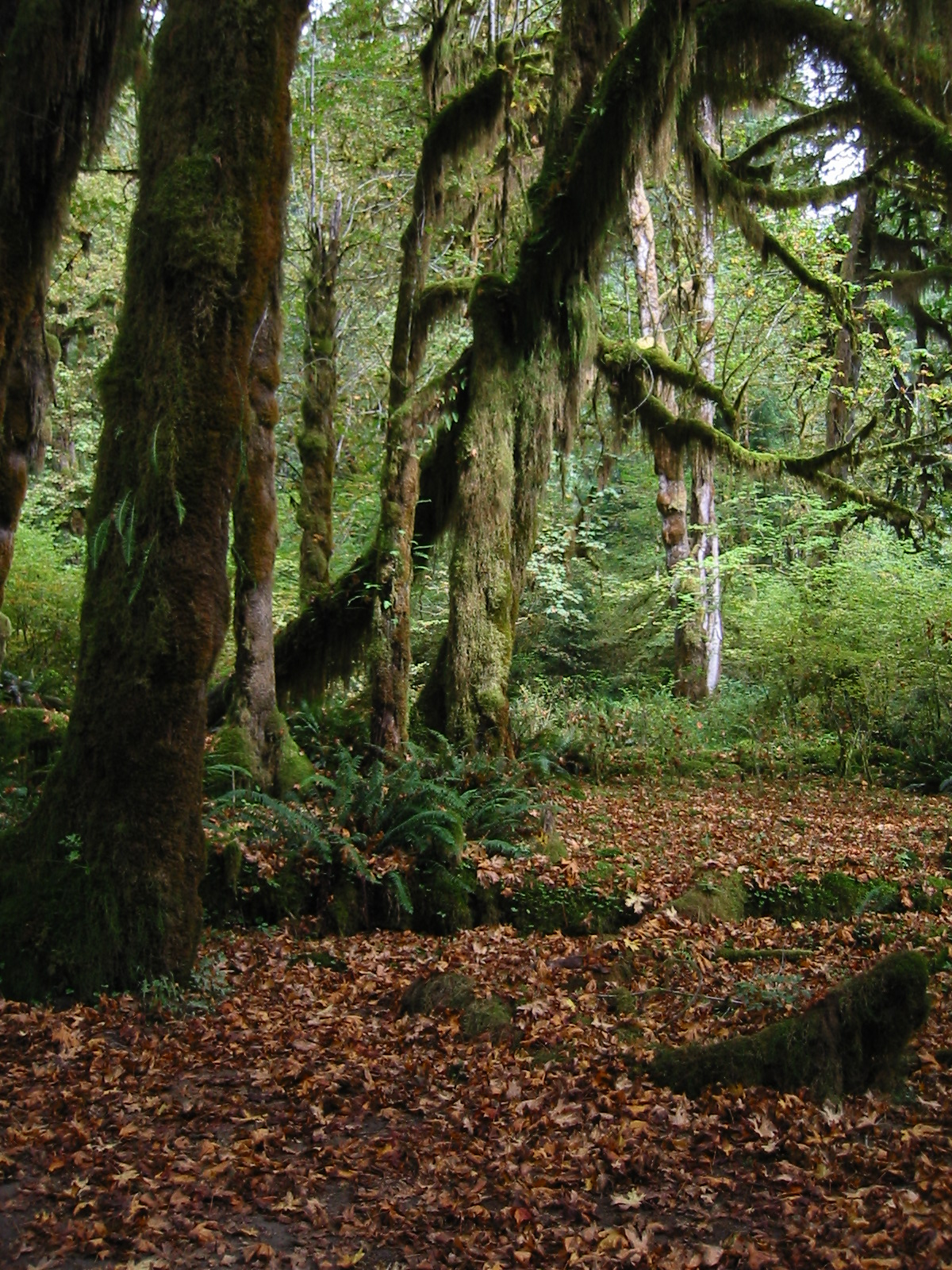
Un arce de Oregón (Acer macrophyllum) cubierto de musgo cerca del río Hoh.

La parte occidental del parque es la región más húmeda de la parte continental de los Estados Unidos, y está cubierta de bosque templado húmedo. Destacan los bosques de los valles del Hoh y del Quinault. Entre los árboles que forman estos bosques destacan los abetos y las piceas. Abundan los musgos, que cubren la corteza de los árboles y llegan a formar húmedos colgajos desde las ramas.

## Flora y fauna
Debido a que el parque está situado en una península aislada, separada del continente por una cadena montañosa, ha desarrollado muchas especies animales y vegetales únicas, como la marmota Marmota olympus. La costa sur de la península es también el límite sur de los glaciares de la costa del Pacífico de América del Norte, por lo que ha servido de refugio desde el que las plantas colonizaron las regiones glaciares del norte.
El parque también sirve de hábitat a muchas especies nativas de la costa noroeste del Pacífico, como el ciervo de Roosevelt (Cervus elaphus roosevelti).

### Flora
El parque alberga más de 1450 especies vegetales. vasculares, por no mencionar cientos de otras especies incluyendo musgos (plantas no vasculares), fungis y líquenes. Los principales biotopos son el bosque costero, el bosque de tierras bajas, el bosque pluvial templado, el bosque de tierras altas, la zona subalpina y la zona alpina.
El clima de los bosques costeros se caracteriza por temperaturas suaves y precipitaciones elevadas. Las plantas que crecen cerca del océano también deben ser resistentes a la sal que traen los vientos marinos. Las principales especies de este bosque son la Picea de Sitka (Picea sitchensis), que puede alcanzar 80 m y 500 años, la cicuta occidental (Tsuga heterophylla), el cedro rojo de California (Thuja plicata), el Aliso rojo (Alnus rubra), mientras que los arbustos se llaman Gaultheria (Gaultheria shallon), arándano (Vaccinium ovatum) y Remarkable Bramble (Rubus spectabilis). En el suelo crecen madreselva baya de oso (Lonicera involucrata), Blechnum spicant (Blechnum spicant) el helecho de espada occidental (Polystichum munitum) y el maloliente Lysichiton amarillo (Lysichiton americanum).
El parque contiene una superficie estimada de 366 000 acres (571,9 mi²; 1481,2 km²) de bosques antiguos.
Los incendios forestales son poco frecuentes en las selvas tropicales de la parte occidental del parque; sin embargo, una grave sequía tras la primavera más seca en 100 años, unida a un manto de nieve extremadamente bajo del invierno anterior, provocó un raro incendio en la selva tropical en el verano de 2015.

## Historia humana

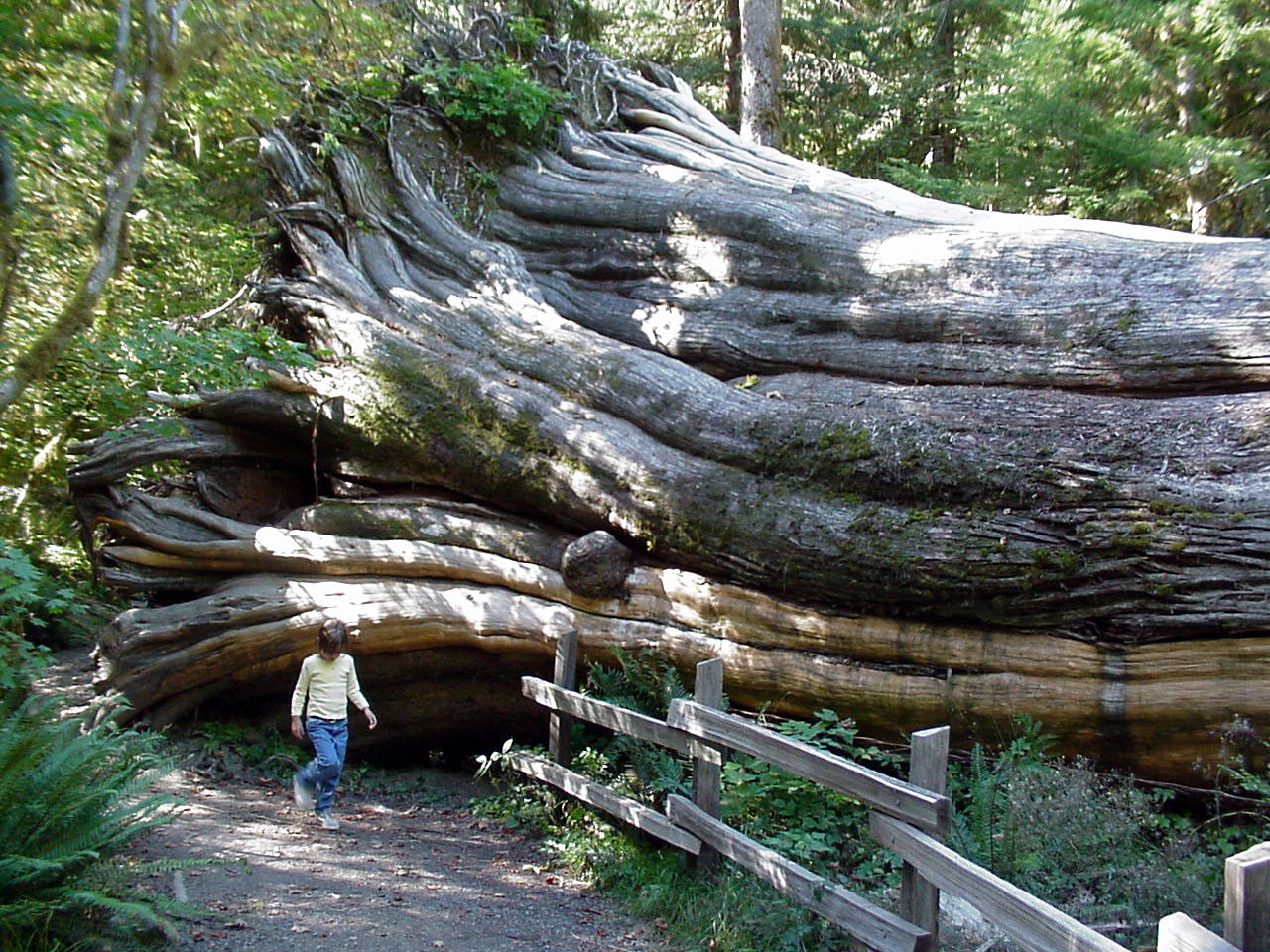
Un árbol caído.

Antes de la llegada de los colonos europeos, la población era amerindia, cuyo uso de la península se limitaba a la caza y pesca, aunque los recientes estudios históricos y arqueológicos sugieren un uso más intenso, sobre todo en los prados subalpinos. La mayor parte, si no la totalidad, de las culturas indígenas se vieron afectadas de manera adversa y a menudo diezmadas por las enfermedades traídas por los europeos y otros factores, por lo que los registros históricos de los europeos sólo muestran una cultura ya en decadencia.
El auge de la industria maderera en la costa del Pacífico comenzó a finales del siglo XIX, mientras que la oposición pública a la tala de los bosques no apareció hasta los años 1920, coincidiendo con el creciente uso del automóvil y la popularización del turismo.
La primera propuesta formal para la creación de un parque nacional en la península Olympic fue consecuencia de las expediciones de dos destacadas figuras de los años 1890: el teniente Joseph O'Neil y el juez James Wickersham. Tras varios infructuosos intentos en el parlamento del estado de Washington en los años 1900, el presidente  Theodore Roosevelt creó el Monumento Nacional del Monte Olympus en 1909, principalmente para proteger las áreas subalpinas de cría de las manadas de ciervos de Roosevelt de la región.
El interés del público por la conservación de la región creció hasta que el presidente Franklin D. Roosevelt creó el parque nacional en 1938. Sin embargo, las batallas políticas para acabar con la tala ilegal duraron aún muchos años.

## Turismo

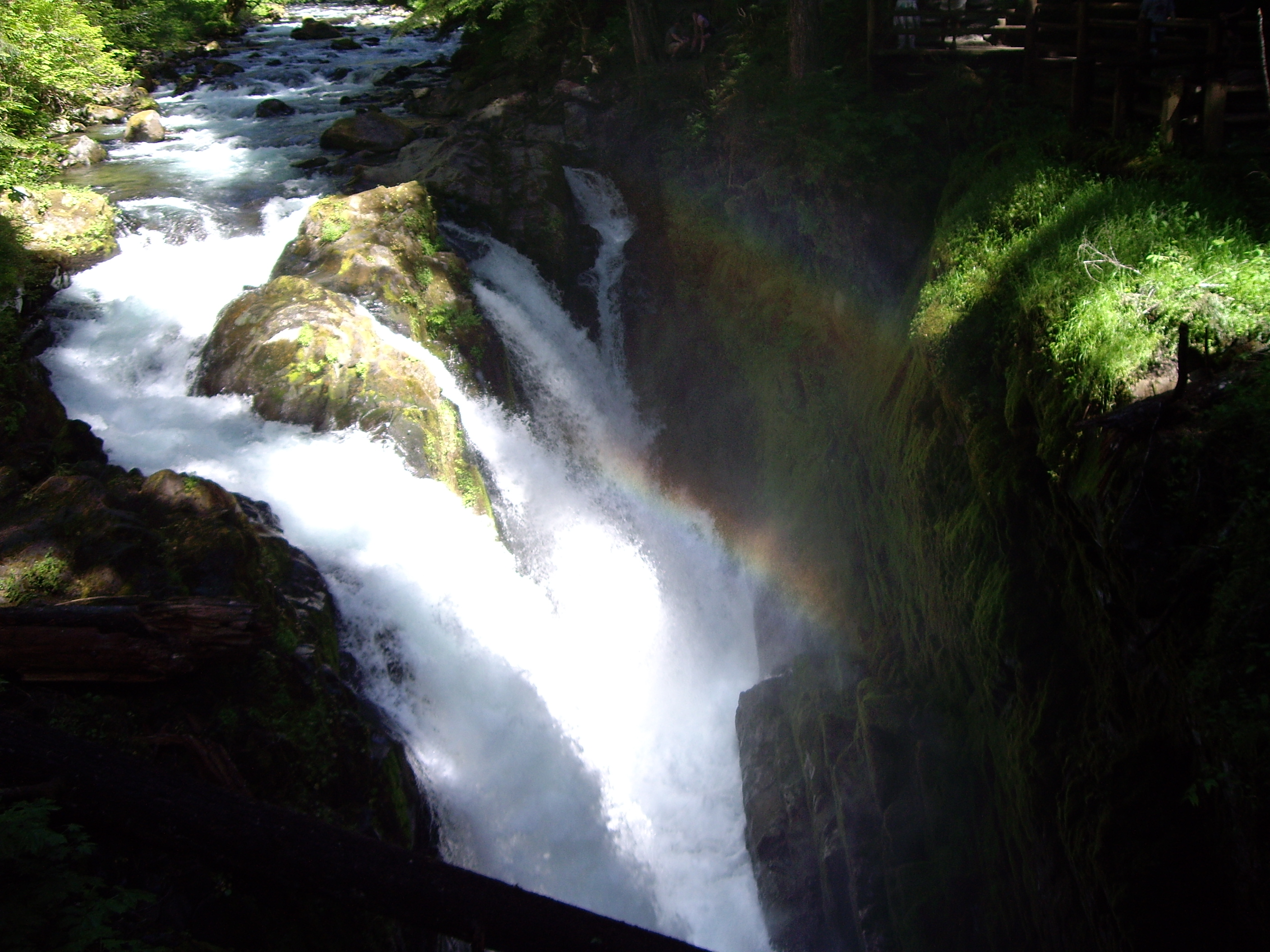
Las cataratas del Sol Duc.

Hay varias carreteras en el parque, pero ninguna penetra mucho en el interior. El parque cuenta con una red de senderos, aunque su tamaño y lejanía hacen que normalmente se tarde más de un fin de semana en llegar a las zonas altas del interior. Las vistas de la selva tropical, con plantas en plena ebullición y docenas de tonalidades de verde, bien merecen la posibilidad de que llueva en algún momento del viaje, aunque julio, agosto y septiembre suelen tener largas temporadas secas.
Una característica inusual del Parque Nacional Olímpico es la posibilidad de caminar con mochila por la playa. La longitud de la costa del parque es suficiente para viajes de varios días, en los que se pasa el día entero caminando por la playa. Aunque es idílico comparado con subir por la ladera de una montaña (la cuenca de los siete lagos es un ejemplo notable), hay que tener cuidado con la marea; en las partes más estrechas de las playas, la marea alta llega hasta los acantilados de detrás, bloqueando el paso. Hay que superar varios promontorios a duras penas, utilizando una combinación de senderos fangosos y empinados y cuerdas fijas.
Durante el invierno, el mirador conocido como Hurricane Ridge ofrece numerosas actividades de deportes de invierno. El Club de Deportes de Invierno Hurricane Ridge gestiona Hurricane Ridge Ski and Snowboard Area, una zona de esquí alpino sin ánimo de lucro que ofrece clases de esquí, alquileres y económicos billetes de remonte. La pequeña zona alpina cuenta con dos arrastres con soga y un poma.  Cuando la carretera Hurricane Ridge está abierta, los esquiadores, practicantes de snowboard y otros viajeros pueden acceder a una gran cantidad de terreno de travesía.  En la actualidad, el acceso invernal a Hurricane Ridge Road se limita de viernes a domingo si el tiempo lo permite.  La Coalición de Acceso Invernal a Hurricane Ridge es un esfuerzo comunitario para restaurar el acceso los siete días de la semana a través de Hurricane Ridge Road (la única carretera del parque que accede al terreno alpino en invierno).

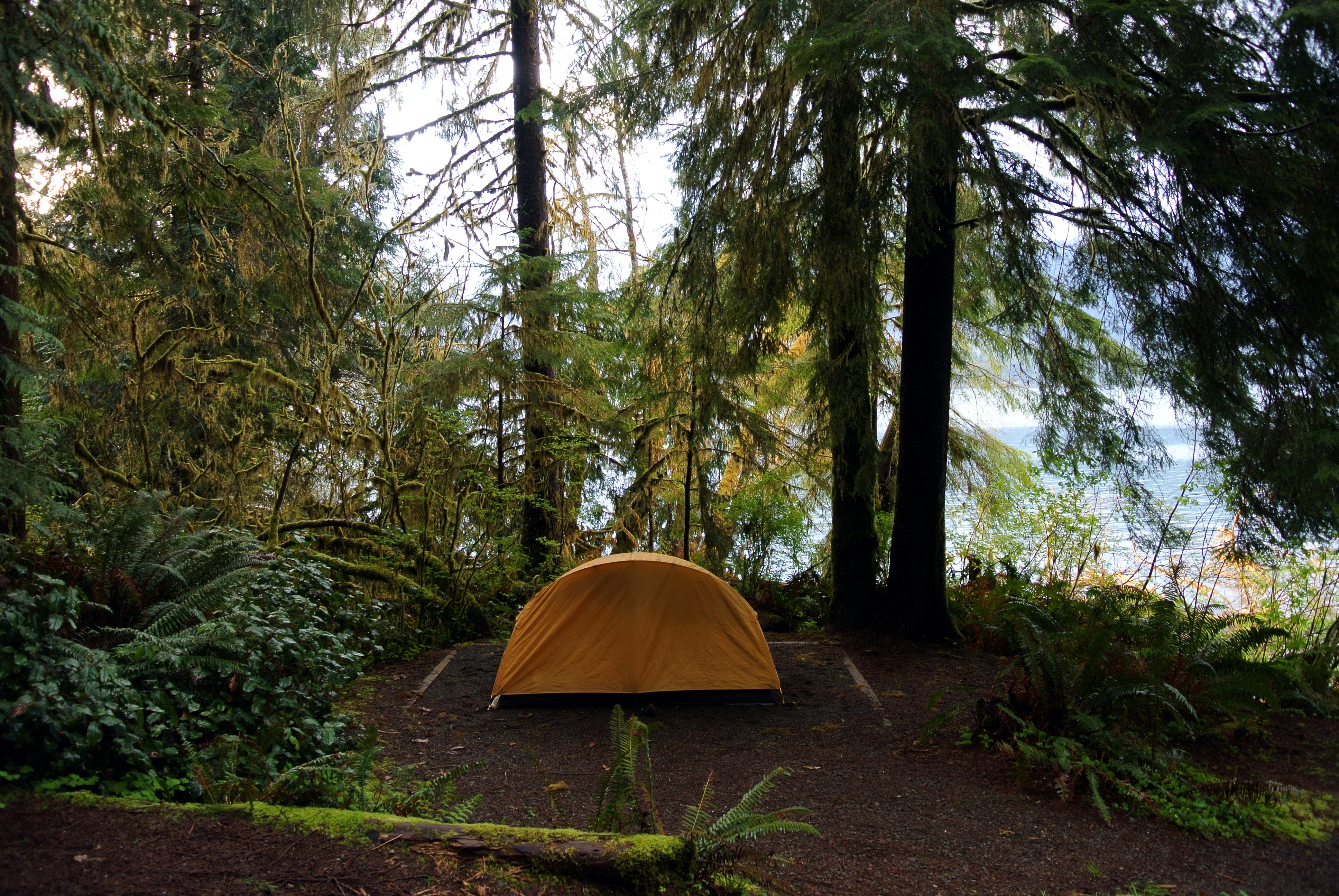
Sitio de acampe en las costas del Lago Quinault.

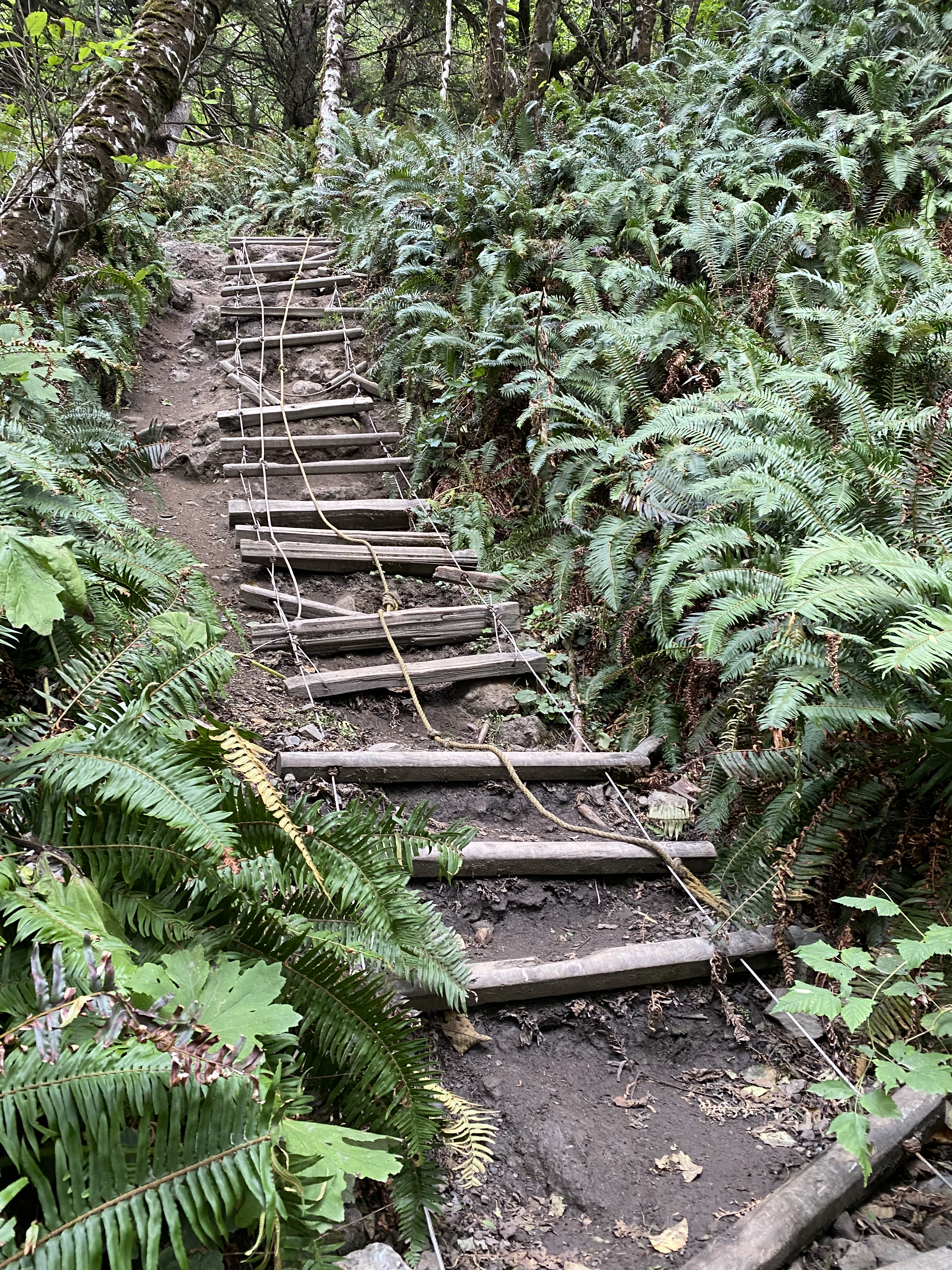
Escalera de cuerda utilizada para subir tierra adentro y rodear cabos infranqueables cuando se viaja con mochila por la costa.

Se puede practicar balsismo en los ríos Elwha y Hoh. La navegación es común en el lago Ozette, Lago Crescent, y Lago Quinault. La pesca está permitida en el río Ozette, el río Queets (por debajo de Tshletshy Creek), el río Hoh, el río Quinault (por debajo de North Shore Quinault River Bridge), el río Quillayute y el río Dickey. No se requiere licencia de pesca para pescar en el parque. La pesca de la trucha toro y la trucha Dolly Varden no está permitida y debe liberarse si se captura incidentalmente.
Desde el mirador de Hurricane Ridge se pueden contemplar vistas del Parque Nacional Olímpico. La carretera que conduce al oeste desde el centro de visitantes de Hurricane Ridge tiene varias áreas de pícnic y puntos de inicio de senderos. Un sendero pavimentado llamado Hurricane Hill es de unos 1,6 millas (2,6 km) de ida y unos 700 pies (213,4 m) de vuelta, con un desnivel de unos 200 m. No es raro encontrar nieve en los senderos incluso a finales de julio. De la ruta de la colina del Huracán parten otros senderos de tierra de diferentes distancias y niveles de dificultad. Las áreas de pícnic están abiertas sólo en verano y disponen de aseos, agua y acceso pavimentado a mesas de pícnic.
El centro de visitantes de Hurricane Ridge se incendió el 7 de mayo de 2023. Construido en la década de 1950, contenía un mapa topográfico en 3D de los Juegos Olímpicos, un centro multimedia que proyectaba documentales sobre la naturaleza de la zona, así como otras exposiciones interpretativas, y una tienda de regalos. En la actualidad no hay un calendario para la sustitución del centro.